# ニクラス・ゼンストローム
ニクラス・ゼンストローム（Niklas Zennström、1966年2月16日 - ）はスウェーデンの起業家、投資家、慈善家。Kazaa、Skype、Joostの開発で知られる。

## 経歴
ストックホルム県ヤルフェッラ市に生まれる。ウプサラ大学とミシガン大学を卒業後、ヨーロッパの通信事業者Tele2に入社しインターネットサービスプロバイダ get2net の立ち上げやポータルサイト everyday.com のCEOを担当する。
2001年、ヤヌス・フリスとともにP2Pファイル共有ソフトであるKazaaを開発し、Kazaa社のCEOを務める。Kazaaはスパイウェアやマルウェアを含んだことが批判され、レコード業界からの著作権侵害訴訟にも直面した。のちにKazaaはシャーマン・ネットワークス社に売却され、ゼンストロームはP2P技術を企業に供与するソフトウェア会社 Joltid を設立した。
2002年にはP2P技術を利用したインターネット電話サービスSkypeをフリスと共同開発する。Skypeは大成功を収め、2005年10月14日にeBayに21億ユーロ（26億米ドル）で買収された。ゼンストロームはSkypeのCEOを2007年9月まで務めた。2007年にはフリスとともにP2P技術を利用したインターネットテレビ配信システムJoostを立ち上げる。ゼンストロームは共同会長を務めた。
現在ゼンストロームとフリスはロンドンに本拠を置く投資会社 Atomico を経営している。Atomico を通じて彼らはLast.fm、FON、Technoratiを含む新興企業15社以上に資金を提供した。妻とともに、気候変動や人権、社会起業家精神に対する慈善援助を目的とした Zennström Philanthropies も創設している。

## 受賞歴など
ゼンストロームは Business Leader of the Year 2006（European Voice）、Innovation in Computing and Communications 2006（Economist Innovation Awards）を含む数々の賞を受け、2006年にはフリスとともにウォートン・スクールとインフォシス・テクノロジーズからウォートン・インフォシスビジネス変革賞を受賞した。『タイム』誌の2006年版「100 Most Influential People（最も勢力のある人物100人）」リストにも名前が挙げられている。またゼンストロームは世界経済フォーラムで若いグローバルリーダー（Young Global Leader）に選ばれている。